# Valley Forge
Valley Forge je bilo zimsko taborišče kontinentalne vojske pod poveljstvom Georga Washingtona med ameriško revolucionarno vojno. Prezimovanje v taborišču Valley Forge je trajalo šest mesecev, od 19. decembra 1777 do 19. junija 1778. Bilo je tretje od osmih zimskih taborišč, ki sta jih Washington in kontinentalna armada prestala med vojno.
Tri mesece pred taborjenjem v Valley Forgeu, septembra 1777, je bil drugi kontinentalni kongres prisiljen pobegniti iz revolucionarne prestolnice Filadelfije pred neizbežnim britanskim napadom na mesto po Washingtonovem porazu v bitki pri Brandywineu, ključni bitki med filadelfijsko kampanjo. britanske armade. Ker Washington ni mogel braniti Filadelfije, je svojo 12.000-člansko vojsko povedel v zimsko bivališče v Valley Forge, ki se nahaja približno 27 km severozahodno od Filadelfije.
V Valley Forge se je kontinentalna vojska borila za obvladovanje katastrofalne oskrbovalne krize, hkrati pa je preusposabljala in reorganizirala svoje enote, da bi lahko izvedla uspešne protinapade proti Britancem. Med taborjenjem v Valley Forgeu je zaradi bolezni, ki so jih verjetno poslabšali podhranjenost in hladno, mokro vreme, umrlo približno 1.700 do 2.000 vojakov. Leta 1976 je bil v znak priznanja ogromnega zgodovinskega pomena Valley Forgea v ameriški zgodovini ustanovljen "Narodni zgodovinski park Valley Forge", ki je bil imenovan za nacionalno zgodovinsko območje, ki varuje in ohranja skoraj 3500 hektarjev prvotnega taborišča Valley Forge. Park je priljubljena turistična destinacija, ki vsako leto privabi skoraj 2 milijona obiskovalcev.